# Linda Harrison
Linda Harrison (Berlin (Maryland), 26 juli 1945) is een Amerikaans model en actrice.

## Biografie
Ze is geboren in het Amerikaanse Berlin. Ze is vooral bekend voor haar vertolking als de vrouwelijke "Nova" in de film Planet of the Apes (1968) en speelde in die film samen met Charlton Heston en ook in Beneath the Planet of the Apes, het vervolg van de film uit 1970, speelt ze die rol. Ze had ook in 2001 een cameo in de remake van Planet of the Apes. Ze was getrouwd met de filmproducent Richard Darryl Zanuck .

## Filmografie
- The Fat Spy (1966)
- Way...Way Out (1966)
- A Guide for the Married Man (1967)
- Wonder Woman: Who's Afraid of Diana Prince? (1967), een televisieserie
- Planet of the Apes (1968)
- Beneath the Planet of the Apes (1970)
- Airport 1975 (1974)
- Cocoon (1985)
- Cocoon: The Return (1988)
- Planet of the Apes (2001)

- Gemeinsame Normdatei: 1280146443
- International Standard Name Identifier: 0000 0001 1952 8647
- Library of Congress Control Number: no2009097146
- MusicBrainz: 78f22e51-eaf7-4516-abd3-bcd99d17a56a
- Nationale Bibliotheek van Israël: 987010039661005171
- Virtual International Authority File: 93529433
- WorldCat: E39PBJxrWyGmYhrvkmyTv9VKVC